# Гарвардская школа переговоров
Гарвардская школа переговоров (Гарвардский переговорный проект, англ. Harvard Negotiation Project) — программа и научная школа Гарвардского университета, основанная в 1983 г. на базе Гарвардской юридической школы, целью которой является улучшение теории и практики переговоров и разрешения конфликтов. Она была создана в сотрудничестве с Массачусетским технологическим институтом и Университетом Тафтса.
«Миссия Гарвардского переговорного проекта — развивать теорию и практику решения конфликтов и переговоров, работая над реальными мировыми конфликтами, построением теории, обучением и тренировкой, а также созданием и распространением новых идей.»
Этот проект является первым подобного рода. Он внёс, возможно, наиболее значимый вклад в создание новой парадигмы разрешения конфликтов.

## Метод принципиальных переговоров
Наиболее иллюстративным является «метод принципиальных переговоров». Эта теория была разработана Роджером Фишером, Уильямом Юри и Брюсом Паттеном и выпущена в виде книги «Путь к согласию: переговоры без поражения» в 1981 г. Эта книга была переведена на 25 языков и стала бестселлером. Суть этой теории заключается во взаимной выгоде сторон (принцип win-win). Противоположная сторона рассматривается не как враг, а как партнёр. Эта теория применима как в повседневной жизни, так и в случае международных конфликтов.
Основные положения:
- Отделить людей от проблемы
- Быть «мягким» с людьми и «жестким» с проблемами.
- Сосредоточиться на интересах, а не позициях. Быть восприимчивым к чужим идеям и не зацикливаться на личностных характеристиках другой стороны.
- Придумывать взаимовыгодные и разноплановые варианты. Поиск компромисса, который одинаково устроит обе стороны.
- Настаивать на использовании объективного критерия. Убедиться, чтобы переговоры не выходили за рамки заявленной темы и оставались продуктивными и найти субъективную норму.
- иметь вариант, альтернативный переговорному соглашению (BATNA). Помнить, что ни один из методов не может гарантировать 100 % успех и всегда иметь запасной вариант. Для этого рекомендуется составить список возможных действий, которые придётся предпринять в случае провала и поработать с наиболее перспективными вариантами.[5]

## Другие теории
Перечисленные ниже книги были написаны в рамках теорий, разработанные в Гарвардской школе переговоров. Данные теории широко используются как современными переговорщиками, так и представителями других профессий.

### Трудные разговоры: как обсудить наиболее значимое
Авторы: Дуглас Стоун, Брюс Паттон и Шейла Хин
Мы всегда стараемся избегать сложных разговоров в повседневной жизни. Таковыми являются гендерные, расовые, религиозные конфликты, ситуации с накалом эмоций, угроза самовосприятию. Эта книга основана на пятнадцатилентих исследованиях, проводившихся в Гарвардской школе переговоров. Этот проверенный подход пошагово показывает, как провести самые трудные разговоры с меньшим стрессом и большим успехом, как подготовиться, как начать разговор без попыток защититься и как сохранить его конструктивным и сфокусированным независимо от того, как реагирует другой человек. Этот подход позволяет научиться расшифровывать базовую структуру каждого сложного разговора, интерпретировать значение сказанного и несказанного, определить ошибочные, но глубоко укоренившиеся допущения, которые не дают двигаться дальше, управлять сильными эмоциями — как своими, так и чужими, выяснить, как ваши представления о себе влияют на разговор и наоборот.

### Всё получится: как управлять не будучи руководителем
Авторы: Роджер Фишер и Алан Шарп
Здесь представлены проверенные стратегии, помогающие добиться от коллег лучших результатов. Например, как можно лучше всего помочь группе сформулировать четкое представление о желаемых результатах, предложить курс действий, который вы можете реализовать, и учесть прошлый опыт. Также тут описывается, как эффективно задавать вопросы, предлагать идеи, которые будут услышаны, и влиять на действия других посредством собственного поведения. Неоценимые навыки побочного лидерства позволяют достичь конечной цели — успешного сотрудничества.

### За пределами разума: используйте эмоции как орудие
Авторы: Роджер Фишер и Дэн Шапиро
Тут описаны пять основных «мотиваторов» людей: признание, принадлежность, автономия, статус и роль. И их можно использовать. чтобы вызывать необходимые эмоции у себя и других. С помощью этого можно оценить нужды другого переговорщика, задать необходимый эмоциональный тон беседе и достичь взаимовыгодного соглашения.

## Современное состояние
Под руководством директора Гарвардской школы переговоров, профессора Джеймса Себениуса, она фокусируется на ряде тем. В настоящее время школа занимается Гарвардским Проектом По Изучению переговоров и Китайскими Переговорами. Ещё двумя темами, которые разрабатываются в рамках Гарвардской школы переговоров, являются Гарвардская международная переговорная программа под руководством преподавателя Гарвардской юридической школы по вопросам права и помощника профессора Гарвардской медицинской школы Даниэля Шапиро и Глобальная инициатива в области переговоров, которая была сооснована и возглавлена Уильямом Ури.
Кроме того, в этой школе была создана Ближневосточная Переговорная Инициатива. Участники инициативы тесно сотрудничают с местными практиками для исследования таких тем, как мир и переговоры на Ближнем Востоке. Они распространяют разработанные методы и координируют реальные ситуации.
Ещё одним проектом является Израильско-Палестинское Переговорное Партнёрство (ИППП), направленное на создание конструктивных методик и принципов ведения переговоров, которые позволили бы продвинуться в разрешении местного конфликта. Сегодня этот проект является крупной сетью, состоящей из более чем 100 участников с обеих сторон противостояния. Членами этого партнёрство было оказано влияние и поддержка в решении вопросов безопасности, воды, торговли и налогов. В последнее время Джеймс Себениус и Шула Гилад организовали ряд небольших рабочих групп по конкретным темам, которые систематически изучают предложения, препятствия и альтернативы, а также нереализованные возможности в переговорах между Израилем и Палестиной.
Также существует Гарвардская Программа Публичных Диспутов — это исследовательский центр, посвященный изучению государственных споров, курируемый Лоуренсом Сусскиндом и помощниками директора Дэвидом Фейрманом и Патриком Филдом. В нём ведутся работы по международным переговорам по вопросам экологии, достижению консенсуса в государственной сфере и обеспечении науки необходимым финансированием. Ещё центр занимается социальной ответственностью многонациональных корпораций, разрешением диспутов, связанных с ценностями и личностью путём медиации, и улучшением практических переговоров с помощью последних открытий в области коммуникаций.

## Исследовательская работа
Результаты исследований, проводимых в рамках этой школы с 1980 года, повлияли как на академический аспект, так и на понимание переговоров в целом и на междисциплинарное применение. В процессе были разработаны такие подходы, как метод принципиальных переговоров, описанный выше, и являющийся основой интегративных переговоров. Этот подход является «визитной карточкой» Гарвардской школы переговоров.
Ещё было выдвинуто Альтернативное урегулирование разногласий, примером которого могут служить посредничество и арбитраж.
Также был открыт «Эффект якорения» в переговорах. Сам эффект — это когнитивный сдвиг, который проявляется в склонности людей полагаться слишком сильно на первую часть информации («якорь») при принятии решений. Также появляется предвзятость к другой информации, относящейся к «якорю». В переговорах это выражается в том, что «назначается своя цена» или фиксируется переговорная позиция через объявление целей. Это приводит к смещению хода переговорного процесса от взаимодействия и сотрудничества к одному из видов торга.
Кроме того, в рамках интегративного подхода была описана BATNA или Лучшая Альтернатива Переговорному решению, описанная выше. Она сама по себе является отдельным инструментом и часто используется переговорщиками и в других подходах.
Одним из ведущих исследовательских направлений в рамках данной школы является Гарвардский Проект По Изучению Переговоров (ГПИП). Его целями является укрепление теоретических и эмпирических основ переговоров и разработка практических инструментов для разрешения конфликтов. В настоящее время проект сосредоточился на выяснении пределов переговоров, а именно, в каких случаях мудрым решением будет отступить, а также на межэтнических конфликтах в разделённых обществах.

Ещё одним исследовательским проектом является Доверие, Эмоции, Этика и Мораль в Переговорах (ДЭЭМП). Он был создан в связи с сосредоточением последних исследований на периферии переговоров, что привело к появлению вопросов, связанных с доверием (работа Ирис Бохнет и Дипак Малхотра), эмоциями (работа Дженнифер Лернер) и моралью и этикой (работа Макса Базермана и Джошуа Грина). Этот проект является попыткой объединить возникшие вопросы и попытаться оценить последствия решений, принятых во время переговоров.